# Айрон-Белт (Вісконсин)
Айрон-Белт (англ. Iron Belt) — переписна місцевість (CDP) в США, в окрузі Айрон штату Вісконсин. Населення — 158 осіб (2020).

## Географія
Айрон-Белт розташований за координатами 46°24′11″ пн. ш. 90°19′10″ зх. д. / 46.40306° пн. ш. 90.31944° зх. д. (46.402963, -90.319328).  За даними Бюро перепису населення США в 2010 році переписна місцевість мала площу 6,35 км², уся площа — суходіл.

## Демографія
Згідно з переписом 2010 року, у переписній місцевості мешкали 173 особи в 80 домогосподарствах у складі 46 родин. Густота населення становила 27 осіб/км².  Було 130 помешкань (20/км²).
Расовий склад населення:
| - 98,3 % — білих - 1,2 % — азіатів - 0,6 % — корінних американців |

До двох чи більше рас належало 0,0 %. Частка іспаномовних становила 0,0 % від усіх жителів.
За віковим діапазоном населення розподілялося таким чином: 22,0 % — особи молодші 18 років, 56,6 % — особи у віці 18—64 років, 21,4 % — особи у віці 65 років та старші. Медіана віку мешканця становила 47,3 року. На 100 осіб жіночої статі у переписній місцевості припадало 88,0 чоловіків;  на 100 жінок у віці від 18 років та старших — 95,7 чоловіків також старших 18 років.
Середній дохід на одне домашнє господарство  становив 35 866 доларів США (медіана — 28 750), а середній дохід на одну сім'ю — 46 634 долари (медіана — 35 000). Медіана доходів становила 32 000 доларів для чоловіків та 31 094 долари для жінок. За межею бідності перебувало 29,9 % осіб, у тому числі 30,4 % дітей у віці до 18 років та 9,7 % осіб у віці 65 років та старших.
Цивільне працевлаштоване населення становило 88 осіб. Основні галузі зайнятості: виробництво — 15,9 %, будівництво — 15,9 %, науковці, спеціалісти, менеджери — 14,8 %.